# Кампоспинозо
Кампоспинозо (итал. Campospinoso) је насеље у Италији у округу Павија, региону Ломбардија.
Према процени из 2011. у насељу је живело 990 становника. Насеље се налази на надморској висини од 64 м.

## Становништво
| 1936. | 1951. | 1961. | 1971. | 1981. | 1991. | 2001. | 2011. |
| ----- | ----- | ----- | ----- | ----- | ----- | ----- | ----- |
| 672   | 686   | 613   | 642   | 668   | 687   | 772   | 990   |